# 哥迪奧·艾捷維利
哥迪奧·耶利米亞斯·艾捷維利（西班牙語：Claudio Jeremías Echeverri，2006年1月2日—）是一名阿根廷職業足球員，司職進攻中場或前鋒，現時被英超球隊曼城外借到德甲球隊利華古遜。

## 球會生涯

### 河床
艾捷維利出生於雷西斯滕西亚，並在盧漢體育會開始足球生涯。艾捷維利在2016年獲邀到河床參與試訓，及後在2017年正式加盟河床
2022年10月8日，艾捷維利在對陣帕托拿圖的預備隊比賽中首次為預備隊隊上陣，並即射入他的首個入球。同年12月，他與河床簽下了他的首張職業合約，合約中設有價值2500萬美元的解約條款。
2023年6月22日，艾捷維利以17歲5個月又20日之齡上演職業生涯地標戰，他在對陣科爾多瓦學院的聯賽比賽中後備上陣，並交出一個助攻，協助球隊以3-1勝出。同年12月22日，艾捷維利在河床贏得阿根廷職業聯賽冠軍盃後的賽後採訪中確定他將不會與球會續約。
2024年3月17日，他在對陣的阿根廷職業聯賽盃的比賽中射入職業生涯首個入球，河床最終以3-1擊敗對手。

### 曼城
2024年1月25日，英超球會曼城宣布簽入艾捷維利，轉會費據報約1250萬英鎊，另加獎金。艾捷維利簽下一紙為期四年半的合約，他隨即被外借回河床至2025年1月。

## 國家隊生涯
艾捷維利曾代表阿根廷U17及U23梯隊。他在2023年3月代表阿根廷出戰在厄瓜多爾舉行的2023年南美洲U-17足球錦標賽。同年10月，艾捷維利入選阿根廷U17的2023年國際足總U-17世界盃參賽名單。他在11月24日對陣巴西的半準決賽賽事上演帽子戲法，協助球隊以3–0擊敗宿敵。阿根廷最終在互射十二碼階段不敵德國後止步於準決賽，但艾捷維利仍憑住在整個賽事中射入五球，而獲得銅靴獎。
艾捷維利亦曾在2024年奧運外圍賽代表阿根廷U23，並成功協助國家隊取得參賽資格。

## 生涯統計

### 球會
最後更新：2024年3月18日
| 效力球會 | 球季     | 聯賽     | 聯賽 | 聯賽 | 國家盃賽 | 國家盃賽 | 聯賽盃賽 | 聯賽盃賽 | 洲際比賽 | 洲際比賽 | 其他 | 其他 | 總計 | 總計 |
| 效力球會 | 球季     | 聯賽     | 上陣 | 入球 | 上陣     | 入球     | 上陣     | 入球     | 上陣     | 入球     | 上陣 | 入球 | 上陣 | 入球 |
| -------- | -------- | -------- | ---- | ---- | -------- | -------- | -------- | -------- | -------- | -------- | ---- | ---- | ---- | ---- |
| 河床     | 2023     | 阿根廷甲 | 5    | 0    | 0        | 0        | 1        | 0        | 0        | 0        | 1    | 0    | 7    | 0    |
| 河床     | 2024     | 阿根廷甲 | 30   | 3    | 1        | 0        | 10       | 1        | 10       | 1        | 1    | 0    | 52   | 5    |
| 河床     | 總計     | 總計     | 35   | 3    | 1        | 0        | 11       | 1        | 10       | 1        | 2    | 0    | 59   | 5    |
| 曼城     | 2024–25  | 英超     | 1    | 0    | 1        | 0        | —        | —        | 0        | 0        | 1    | 1    | 3    | 1    |
| 生涯總計 | 生涯總計 | 生涯總計 | 36   | 3    | 2        | 0        | 11       | 1        | 10       | 1        | 3    | 1    | 62   | 6    |

1. ↑  於阿根廷職業聯賽冠軍盃（英语：Trofeo_de_Campeones_de_la_Liga_Profesional）上陣。
2. ↑  由曼城外借
3. ↑  於南美解放者杯賽事上陣。
4. ↑  於阿根廷超級盃上陣。
5. ↑  於国际足联俱乐部世界杯賽事上陣。

## 榮譽

### 球會
河床
- 阿根廷足球甲级联赛：2023（英语：2023 Argentine Primera División）
- 阿根廷職業聯賽冠軍盃（英语：Trofeo_de_Campeones_de_la_Liga_Profesional）：2023（英语：2023 Trofeo de Campeones de la Liga Profesional）
- 阿根廷超級盃：2023（英语：2023 Supercopa Argentina）

### 個人
- 國際足協U17世界盃銅靴獎：2023[14]